# Bruno Richard Hauptmann
Bruno Richard Hauptmann (* 26. November 1899 in Kamenz, Königreich Sachsen; † 3. April 1936 in Trenton, New Jersey) war ein deutscher Emigrant, der wegen der Entführung und der Ermordung von Charles und Anne Morrow Lindberghs Sohn Charles Lindbergh III. zum Tode verurteilt und hingerichtet wurde.

## Biografie

### Leben in Deutschland und Erster Weltkrieg
Hauptmann wurde am 26. November 1899 in Kamenz geboren. Er besuchte acht Jahre die Schule, zwei Jahre die Handelsschule und erlernte den Beruf des Tischlers. Im Ersten Weltkrieg diente er als Maschinengewehrschütze an der Westfront und wurde mehrfach verwundet, unter anderem auch durch Giftgas. Nach 1918 fand er, wie viele seiner Kriegskameraden, keine Arbeit.
Er begann das Leben eines Kriminellen, brach in drei Wohnungen ein und überfiel zwei Frauen, denen er Lebensmittelmarken abnahm. Dabei half ihm sein ehemaliger Kamerad Fritz Petzold. Hauptmann wurde gefasst und zu fünf Jahren und einer Woche Gefängnis im Zuchthaus Bautzen verurteilt. Von dieser Strafe büßte er vier Jahre ab. Kurz nach seiner Freilassung wurde er wieder verhaftet, als er versuchte, gestohlene Ledergürtel zu verkaufen. Er entfloh aus der Untersuchungshaft und ließ angeblich seine Gefangenenkleidung mit einem Zettel „Beste Grüße an die Polizei“ zurück.

### Immigration in die Vereinigten Staaten
Daraufhin versuchte er, illegal in die Vereinigten Staaten einzuwandern, wurde aber zweimal ergriffen und nach Deutschland zurückgeschickt. Erst der dritte Versuch im November 1923 gelang; er hatte sich verkleidet und benutzte einen gefälschten Pass.
In den USA traf er im Frühjahr 1924 auf Anna Schöffler, ebenfalls eine deutsche Immigrantin. Sie war am 1. Januar 1924 legal in die USA eingereist. Im Oktober 1925 heirateten sie. Die beiden hatten eine Wohnung in der Bronx. Hauptmann arbeitete als Tischler, seine Frau in einer Bäckerei.

### Lindbergh-Entführung und Hauptmanns Verhaftung

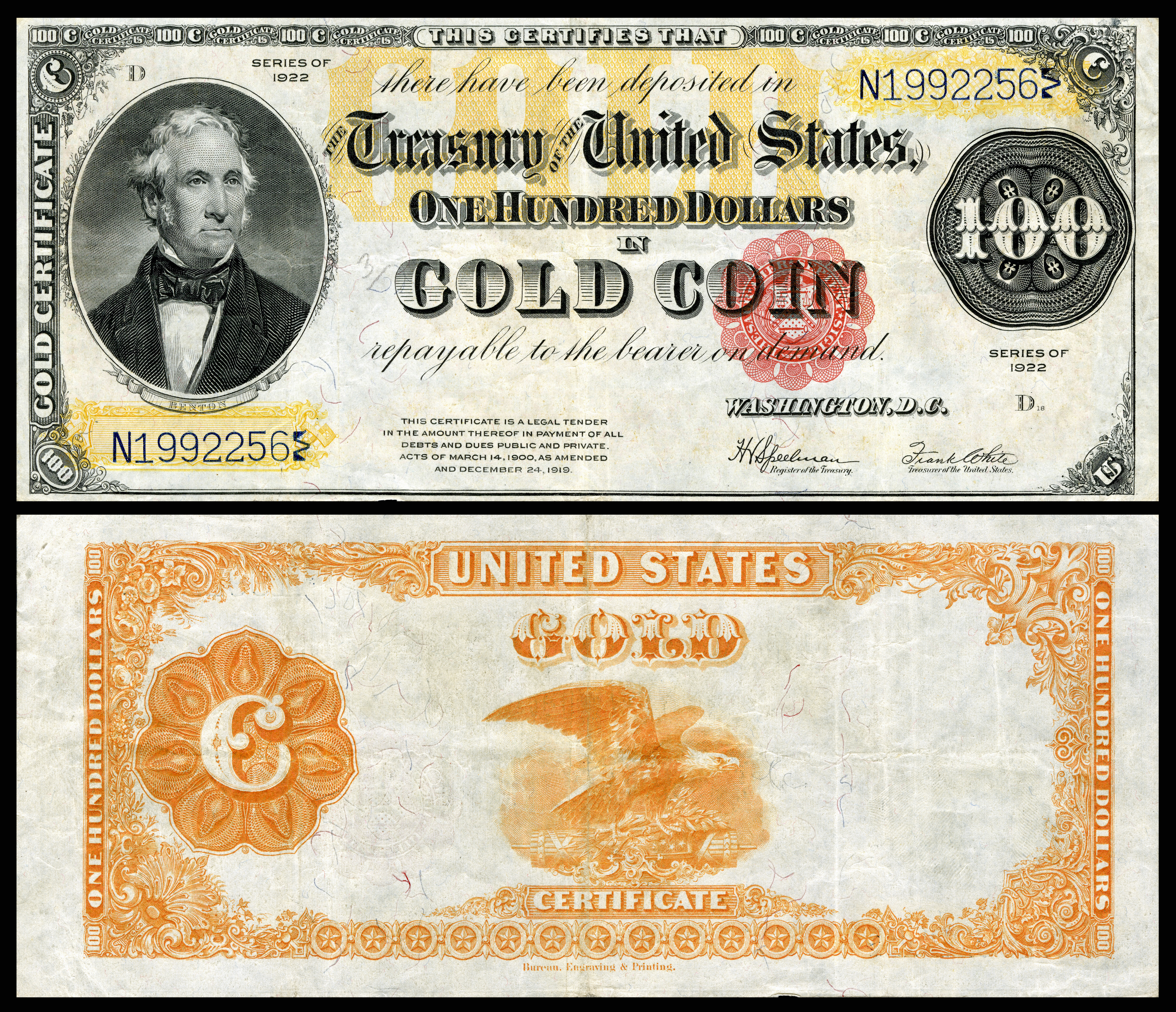
100-US-Dollar-Goldzertifikatnote von 1922

Am 1. März 1932 wurde der 20 Monate alte Sohn der Luftfahrtpioniere Anne und Charles Lindbergh, Charles Augustus Lindbergh III., entführt. Es wurden Verhandlungen mit mehreren angeblichen Entführern geführt. Ein Vermittler namens John Condon übergab dem vermeintlichen Entführer 50.000 US-Dollar (entspricht inflationsbereinigt 2025 etwa 992.000 US-Dollar), teilweise in Goldzertifikatnoten (damalige Banknoten, vgl. Goldmark), allerdings kam das Kind nicht frei, vielmehr wurde am 12. Mai 1932 seine Leiche gefunden.
Im September 1934 wurde eine 10-Dollar-Goldzertifikat-Note entdeckt, die aus dem Lösegeld stammte. Ein Tankstellenbesitzer hatte auf der inzwischen selten verwendeten Goldzertifikats-Note Hauptmanns Autokennzeichen notiert. Als ein Bankangestellter feststellte, dass die Banknote registriert war, alarmierte er die Polizei. Daraufhin wurde Hauptmann verhaftet. Bei der Durchsuchung seines Hauses wurden weitere 14.600 Dollar in Goldzertifikat-Noten entdeckt, die aus dem Lösegeld stammten.

### Prozess
John Condon identifizierte in dem nach Flemington verlegten Prozess Hauptmann als den Mann, dem er das Lösegeld übergeben hatte. Es wurde nachgewiesen, dass eine bei der Entführung benutzte Holzleiter in Hauptmanns Tischlerwerkstatt angefertigt worden war. Außerdem sagten zwei Zeugen gegen ihn aus.
Jedoch bestand Hauptmann auf seiner Unschuld und behauptete, dass er das Geld von einem Freund und Geschäftspartner, dem deutschen Immigranten Isidor Fisch, bekommen habe. Andere Beweisstücke wurden als Fälschungen enttarnt. Wie sich herausstellte, war Hauptmann von der Polizei geschlagen und die Zeugen eingeschüchtert worden. Auch wurde der Hinweis auf Isidor Fisch, der im Dezember 1933 nach Deutschland zurückgekehrt war, nicht weiter verfolgt, obwohl dieser seine Fahrkarte mit Goldzertifikat-Noten bezahlt hatte. Fisch starb im März 1934 verarmt in Leipzig an Tuberkulose.
Die Presse war gegen Hauptmann eingestellt und verwendete Hauptmanns abgelegten Vornamen Bruno, da er fremdartiger klang. Er wurde als böser Ausländer dargestellt. Ein Reporter gestand, ein Beweisstück gefälscht zu haben.
Wesentlich für das spätere Urteil war die Aussage von Charles Lindbergh. Dieser wollte drei Jahre nach der Tat in der Stimme Hauptmanns die des seinerzeitigen Anrufers erkannt haben. Lindberghs Behauptung wurde bereits damals in Fachkreisen stark kritisiert; heute ist eine solche Erinnerungsleistung absolut auszuschließen. Hauptmann wurde trotz Zweifeln und Unstimmigkeiten zum Tode verurteilt.

### Hinrichtung
Am 16. Oktober 1935 besuchte der Gouverneur von New Jersey, Harold G. Hoffman, mit der deutschsprachigen Stenografin Anna Badging den Häftling Hauptmann in der Todeszelle. Hoffman wies auf Fehler bei dem Verfahren hin und versuchte die Mitglieder des Gerichtes davon zu überzeugen, dass auch sie Hauptmann im Gefängnis besuchen sollten.
Die Hinrichtung war für den 17. Januar 1936 angesetzt. Nach dreimaligem Aufschub und Ablehnung eines Begnadigungsantrags wurde das Todesurteil am 3. April 1936 vollstreckt. Gegen 20:45 Uhr wurde Bruno Richard Hauptmann im Staatsgefängnis in Trenton, New Jersey durch den elektrischen Stuhl hingerichtet. Der Tod wurde um 20:47 Uhr festgestellt.

## Verfilmung
- Der Kriminalroman Mord im Orient-Express von Agatha Christie behandelt das Thema der Entführung. Hier steckt ein italienischstämmiger Amerikaner namens Casetti alias Ratchett hinter dem Verbrechen. In der Verfilmung von 1974 spielt Richard Widmark diese Figur.
- Anthony Hopkins spielte in der TV-Produktion Die Entführung des Lindbergh-Babys („The Lindbergh Kidnapping Case“) von 1976 die Rolle des Richard Hauptmann.
- 1996 übernahm Stephen Rea die Rolle, für eine Produktion der HBO mit dem Titel Crime of the Century.
- In Clint Eastwoods Biografie J. Edgar (2011) über das Leben des FBI-Gründers J. Edgar Hoover, in der die Entführung des Lindbergh-Babys eine zentrale Rolle spielt, wird Hauptmann von Damon Herriman gespielt.

## Dokumentation
- Kamenz und das Lindbergh-Baby. Spiegel TV